# TG 1889 Sandhausen
Die Turngemeinde 1889 Sandhausen (TG Sandhausen) ist ein Sportverein aus Sandhausen bei Heidelberg. Der Verein hat unter anderem eine Basketball-, Volleyball- und Tischtennis-Abteilung.
Die Basketballabteilung wurde 1969 gegründet. Das derzeit erfolgreichstes Team ist die Damenmannschaft, die von 2001 bis 2014 in der 2. Bundesliga Süd spielte. Die Herrenabteilung spielt in der Oberliga und verpasste 2005 nur knapp den Aufstieg.